# Nowosiedliny
Nowosiedliny – wieś w Polsce położona w województwie podlaskim, w powiecie łomżyńskim, w gminie Miastkowo.

## Charakterystyka
W latach 1975–1998 miejscowość administracyjnie należała do województwa łomżyńskiego.
Wierni kościoła rzymskokatolickiego należą do parafii Nawiedzenia Najświętszej Maryi Panny w Amelinie lub do parafii Matki Bożej Różańcowej w Miastkowie.
We wsi kręcone niektóre sceny w filmie Zimna wojna w reżyserii Pawła Pawlikowskiego.